# 西勢村 (彰化縣)
西勢村，是臺灣彰化縣福興鄉的村，位於該鄉北部，鄰近鹿港市區。人口計有2千多人，經濟上以農業為主，特殊產業有掃帚製造與蘿蔔乾加工廠等，境內的皇聖宮建於1982年，為一道教廟宇，且為該村之宗教信仰中心。